# Krefelder Fußball-Club Uerdingen 05 2019-2020
Questa voce raccoglie le informazioni riguardanti il Krefelder Fußball-Club Uerdingen 05 nelle competizioni ufficiali della stagione 2019-2020.

## Stagione
Nella stagione 2019-2020 l'Uerdingen, allenato da Heiko Vogel, Stefan Reisinger, Daniel Steuernagel e Stefan Krämer, concluse il campionato di 3. Liga al 13º posto. In Coppa di Germania l'Uerdingen fu eliminato al primo turno dal Borussia Dortmund.

## Rosa
| N. |                         | Ruolo | Calciatore               |
| -- | ----------------------- | ----- | ------------------------ |
| 1  | Austria (bandiera)      | P     | Lukas Königshofer        |
| 2  | Lituania (bandiera)     | D     | Edvinas Girdvainis       |
| 3  | Turchia (bandiera)      | A     | Selim Gündüz             |
| 4  | Germania (bandiera)     | D     | Jan Kirchhoff            |
| 5  | RD del Congo (bandiera) | D     | Assani Lukimya-Mulongoti |
| 6  | Germania (bandiera)     | D     | Kevin Großkreutz         |
| 7  | Germania (bandiera)     | D     | Christian Dorda          |
| 8  | Germania (bandiera)     | C     | Christian Kinsombi       |
| 9  | Paesi Bassi (bandiera)  | A     | Tom Boere                |
| 10 | Germania (bandiera)     | C     | Patrick Pflücke          |
| 11 | Svizzera (bandiera)     | C     | Roberto Rodríguez        |
| 12 | Francia (bandiera)      | D     | Hakim Guenouche          |
| 14 | Germania (bandiera)     | C     | Necirwan Mohammad        |
| 15 | Germania (bandiera)     | D     | Alexander Bittroff       |
| 17 | Germania (bandiera)     | P     | René Vollath             |
| 18 | Germania (bandiera)     | A     | Franck Evina             |

| N. |                                 | Ruolo | Calciatore        |
| -- | ------------------------------- | ----- | ----------------- |
| 19 | Germania (bandiera)             | A     | Adriano Grimaldi  |
| 20 | Germania (bandiera)             | A     | Ali Ibrahimaj     |
| 21 | Germania (bandiera)             | C     | Jean-Manuel Mbom  |
| 22 | Germania (bandiera)             | C     | Boubacar Barry    |
| 27 | Germania (bandiera)             | P     | Robin Udegbe      |
| 28 | Germania (bandiera)             | C     | Manuel Konrad     |
| 29 | Germania (bandiera)             | P     | Julius Paris      |
| 30 | Germania (bandiera)             | C     | Dennis Daube      |
| 31 | Polonia (bandiera)              | C     | Adam Matuszczyk   |
| 32 | Slovenia (bandiera)             | D     | Dominic Maroh     |
| 33 | Germania (bandiera)             | P     | Philipp Bachmeier |
| 34 | Germania (bandiera)             | D     | Mert Aflaz        |
| 35 | Inghilterra (bandiera)          | A     | Osayamen Osawe    |
| 36 | Bosnia ed Erzegovina (bandiera) | C     | Rijad Kobiljar    |
| 36 | Germania (bandiera)             | A     | Niklas Zaß        |

## Organigramma societario
Area tecnica
- Allenatore: Stefan Krämer
- Allenatore in seconda: Patrick Dippel, Frank Heinemann, Stefan Reisinger
- Preparatore dei portieri: Manfred Gloger
- Preparatori atletici: Fabian Illner, Ruben Solis

## Calciomercato

### Sessione estiva
| Acquisti | Acquisti           | Acquisti         | Acquisti |
| R.       | Nome               | da               | Modalità |
| -------- | ------------------ | ---------------- | -------- |
| A        | Tom Boere          | Twente           |          |
| D        | Oliver Steurer     | Heidenheim       |          |
| C        | Boubacar Barry     | Werder Brema II  |          |
| D        | Hakim Guenouche    | Zurigo           |          |
| D        | Andreas Maxsø      | Zurigo           |          |
| D        | Mert Aflaz         | Uerdingen 05 U19 |          |
| P        | Philipp Bachmeier  | Ingolstadt 04 II |          |
| A        | Franck Evina       | Holstein Kiel    |          |
| A        | Selim Gündüz       | Darmstadt        |          |
| C        | Christian Kinsombi | Magonza II       |          |
| D        | Jan Kirchhoff      | Magdeburgo       |          |
| P        | Lukas Königshofer  | Unterhaching     |          |
| C        | Jean-Manuel Mbom   | Werder Brema     |          |
| A        | Tobias Rühle       | Preußen Münster  |          |

| Cessioni | Cessioni            | Cessioni        | Cessioni |
| R.       | Nome                | a               | Modalità |
| -------- | ------------------- | --------------- | -------- |
| A        | Stefan Aigner       | Wehen Wiesbaden |          |
| A        | Maximilian Beister  | Ingolstadt 04   |          |
| P        | Robin Benz          | Bonner          |          |
| A        | Johannes Dörfler    | Paderborn       |          |
| D        | Mario Erb           | Türkgücü        |          |
| D        | Jan Holldack        | Bonner          |          |
| A        | Oğuzhan Kefkir      | Rot-Weiss Essen |          |
| C        | Connor Krempicki    | Duisburg        |          |
| A        | Maurice Litka       | Preußen Münster |          |
| D        | Christopher Schorch | Saarbrücken     |          |

### Sessione invernale
| Acquisti | Acquisti           | Acquisti      | Acquisti |
| R.       | Nome               | da            | Modalità |
| -------- | ------------------ | ------------- | -------- |
| C        | Rijad Kobiljar     | Rudar Velenje |          |
| D        | Edvinas Girdvainis | RFS           |          |

| Cessioni | Cessioni     | Cessioni | Cessioni |
| R.       | Nome         | a        | Modalità |
| -------- | ------------ | -------- | -------- |
| A        | Tobias Rühle | Ulma     |          |

## Risultati

### 3. Liga

#### Girone di andata
| Arbitro: | Petersen |

|           |           |  |
| Evina 65’ | Marcatori |  |

| Arbitro: | Gerach |

|                              |           |           |
| Wriedt 24’ Batista-Meier 57’ | Marcatori | 42’ Evina |

| Arbitro: | Pfeifer |

|                         |           |                           |
| Rodríguez 29’ Evina 30’ | Marcatori | 5’ Marseiler 14’ Heinrich |

| Arbitro: | Hartmann |

|                |           |                                |
| Leist 35’, 90’ | Marcatori | 32’ (rig.) Rodríguez 90’ Evina |

| Arbitro: | Storks |

|  |           |                               |
|  | Marcatori | 3’ Elva 90’ Kaya 90’ Kutschke |

| Arbitro: | Kampka |

|                     |           |             |
| Pires-Rodrigues 72’ | Marcatori | 84’ Pflücke |

| Arbitro: | Badstübner |

|                       |           |                    |
| Lukimya-Mulongoti 53’ | Marcatori | 72’ Otto 82’ Wiebe |

| Arbitro: | Dingert |

|           |           |                     |
| Hehne 70’ | Marcatori | 32’ Boere 90’ Dorda |

| Arbitro: | Sather |

|  |           |                                     |
|  | Marcatori | 48’ Deville 82’ Ferati 90’ Schuster |

| Arbitro: | Bacher |

|              |           |                                |
| Tankulić 89’ | Marcatori | 3’ Boere 79’ Lukimya-Mulongoti |

| Düsseldorf 4 ottobre 2019, ore 19:00 CEST 11ª giornata | Uerdingen 05 | 0 – 0 referto | Magdeburgo | Merkur Spiel-Arena (3 874 spett.)\| Arbitro: \| Schlager \| |
| Arbitro:                                               | Schlager     |               |            |                                                             |

| Arbitro: | Fritsch |

|  |           |                |
|  | Marcatori | 82’ Matuszczyk |

| Arbitro: | Zorn |

|                         |           |  |
| Boere 21’ Kirchhoff 50’ | Marcatori |  |

| Arbitro: | Sather |

|                          |           |  |
| Daschner 22’ Mickels 45’ | Marcatori |  |

| Arbitro: | Benen |

|  |           |                                                        |
|  | Marcatori | 43’ (aut.) Lukimya-Mulongoti 56’ Kühlwetter 65’ Thiele |

| Arbitro: | Rafalski |

|              |           |                |
| Schuppan 90’ | Marcatori | 26’, 76’ Boere |

| Arbitro: | Weickenmeier |

|            |           |                  |
| García 86’ | Marcatori | 83’ (rig.) Boere |

| Arbitro: | Hussein |

|                                             |           |             |
| Boere 22’, 90’ Scherff 37’ (aut.) Maroh 61’ | Marcatori | 21’ Omladič |

| Arbitro: | Lossius |

|  |           |          |
|  | Marcatori | 85’ Mbom |

#### Girone di ritorno
| Arbitro: | Badstübner |

|          |           |                |
| Boyd 81’ | Marcatori | 70’ (aut.) Mai |

| Arbitro: | Fritsch |

|  |           |                                                            |
|  | Marcatori | 25’ (aut.) Lukimya-Mulongoti 42’ Batista-Meier 56’ Zirkzee |

| Arbitro: | Winter |

|            |           |  |
| Greger 14’ | Marcatori |  |

| Arbitro: | Weickenmeier |

|                                  |           |           |
| Girdvainis 46’ Gipson 72’ (aut.) | Marcatori | 75’ Morys |

| Arbitro: | Pfeifer |

|  |           |           |
|  | Marcatori | 88’ Evina |

| Arbitro: | Sather |

|  |           |                                |
|  | Marcatori | 35’ (rig.) Mörschel 72’ Königs |

| Arbitro: | Burda |

|                                                        |           |               |
| Kobylański 13’, 26’ (rig.) Proschwitz 32’ Biankadi 51’ | Marcatori | 77’ Ibrahimaj |

| Arbitro: | Petersen |

|                                       |           |                |
| Osawe 12’, 90’ Kinsombi 28’ Boere 74’ | Marcatori | 8’, 48’ Jensen |

| Arbitro: | Weickenmeier |

|           |           |                         |
| Koffi 69’ | Marcatori | 33’ Osawe 64’ Kirchhoff |

| Düsseldorf 2 giugno 2020, ore 19:00 CEST 29ª giornata | Uerdingen 05 | 0 – 0 referto | Meppen | Merkur Spiel-Arena (0 spett.)\| Arbitro: \| Zorn \| |
| Arbitro:                                              | Zorn         |               |        |                                                     |

| Arbitro: | Hussein |

|                    |           |           |
| Gjasula 55’ (rig.) | Marcatori | 39’ Dorda |

| Arbitro: | Lossius |

|              |           |                                        |
| Grimaldi 36’ | Marcatori | 57’ Böhnlein 66’ Klassen 90’ Bekiroğlu |

| Jena 14 giugno 2020, ore 13:00 CEST 32ª giornata | Carl Zeiss Jena | 0 – 0 referto | Uerdingen 05 | Ernst-Abbe-Sportfeld (0 spett.)\| Arbitro: \| Günsch \| |
| Arbitro:                                         | Günsch          |               |              |                                                         |

| Arbitro: | Exner |

|              |           |              |
| Kobiljar 68’ | Marcatori | 56’ Karweina |

| Arbitro: | Aarnink |

|                                 |           |  |
| Pick 7’, 42’ Röser 72’ Zuck 86’ | Marcatori |  |

| Arbitro: | Kessel |

|               |           |                           |
| Ibrahimaj 16’ | Marcatori | 26’ Kaufmann 88’ Pfeiffer |

| Arbitro: | Stegemann |

|            |           |           |
| Konrad 45’ | Marcatori | 87’ Bozic |

| Arbitro: | Steinhaus-Webb |

|             |           |  |
| Hanslik 19’ | Marcatori |  |

| Arbitro: | Hussein |

|                       |           |             |
| Lukimya-Mulongoti 11’ | Marcatori | 56’ Bunjaku |

### Coppa di Germania
| Arbitro: | Stegemann |

|  |           |                      |
|  | Marcatori | 49’ Reus 70’ Alcácer |

## Statistiche

### Statistiche di squadra
| Competizione      | Punti | In casa | In casa | In casa | In casa | In casa | In casa | In trasferta | In trasferta | In trasferta | In trasferta | In trasferta | In trasferta | Totale | Totale | Totale | Totale | Totale | Totale | DR  |
| Competizione      | Punti | G       | V       | N       | P       | Gf      | Gs      | G            | V            | N            | P            | Gf           | Gs           | G      | V      | N      | P      | Gf     | Gs     | DR  |
| ----------------- | ----- | ------- | ------- | ------- | ------- | ------- | ------- | ------------ | ------------ | ------------ | ------------ | ------------ | ------------ | ------ | ------ | ------ | ------ | ------ | ------ | --- |
| 3. Liga           | 48    | 19      | 5       | 6       | 8       | 21      | 30      | 19           | 7            | 6            | 6            | 19           | 24           | 38     | 12     | 12     | 14     | 40     | 54     | -14 |
| Coppa di Germania | -     | 1       | 0       | 0       | 1       | 0       | 2       | 0            | 0            | 0            | 0            | 0            | 0            | 1      | 0      | 0      | 1      | 0      | 2      | -2  |
| Totale            | 48    | 20      | 5       | 6       | 9       | 21      | 32      | 19           | 7            | 6            | 6            | 19           | 24           | 39     | 12     | 12     | 15     | 40     | 56     | -16 |

### Andamento in campionato
| Giornata  | 1 | 2  | 3 | 4  | 5  | 6  | 7  | 8  | 9  | 10 | 11 | 12 | 13 | 14 | 15 | 16 | 17 | 18 | 19 | 20 | 21 | 22 | 23 | 24 | 25 | 26 | 27 | 28 | 29 | 30 | 31 | 32 | 33 | 34 | 35 | 36 | 37 | 38 |
| --------- | - | -- | - | -- | -- | -- | -- | -- | -- | -- | -- | -- | -- | -- | -- | -- | -- | -- | -- | -- | -- | -- | -- | -- | -- | -- | -- | -- | -- | -- | -- | -- | -- | -- | -- | -- | -- | -- |
| Luogo     | C | T  | C | T  | C  | T  | C  | T  | C  | T  | C  | T  | C  | T  | C  | T  | T  | C  | T  | T  | C  | T  | C  | T  | C  | T  | C  | T  | C  | T  | C  | T  | C  | T  | C  | C  | T  | C  |
| Risultato | V | P  | N | N  | P  | N  | P  | V  | P  | V  | N  | V  | V  | P  | P  | V  | N  | V  | V  | N  | P  | P  | V  | V  | P  | P  | V  | V  | N  | N  | P  | N  | N  | P  | P  | N  | P  | N  |
| Posizione | 6 | 10 | 9 | 11 | 17 | 15 | 17 | 13 | 17 | 14 | 16 | 12 | 10 | 12 | 15 | 12 | 11 | 9  | 8  | 8  | 11 | 12 | 9  | 6  | 10 | 11 | 11 | 11 | 10 | 10 | 11 | 11 | 11 | 12 | 13 | 13 | 13 | 13 |

Legenda:

Luogo: C = Casa; T = Trasferta. Risultato: V = Vittoria; N = Pareggio; P = Sconfitta.

### Statistiche dei giocatori
| Giocatore            | 3. Liga  | 3. Liga | 3. Liga     | 3. Liga    | Coppa di Germania | Coppa di Germania | Coppa di Germania | Coppa di Germania | Totale   | Totale | Totale      | Totale     |
| Giocatore            | Presenze | Reti    | Ammonizioni | Espulsioni | Presenze          | Reti              | Ammonizioni       | Espulsioni        | Presenze | Reti   | Ammonizioni | Espulsioni |
| -------------------- | -------- | ------- | ----------- | ---------- | ----------------- | ----------------- | ----------------- | ----------------- | -------- | ------ | ----------- | ---------- |
| M. Aflaz             | 0        | 0       | 0           | 0          | 0                 | 0                 | 0                 | 0                 | 0        | 0      | 0           | 0          |
| S. Aigner            | 2        | 0       | 1           | 0          | 0                 | 0                 | 0                 | 0                 | 2        | 0      | 1           | 0          |
| P. Bachmeier         | 0        | 0       | 0           | 0          | 0                 | 0                 | 0                 | 0                 | 0        | 0      | 0           | 0          |
| B. Barry             | 33       | 0       | 8           | 0          | 1                 | 0                 | 0                 | 0                 | 34       | 0      | 8           | 0          |
| A. Bittroff          | 26       | 0       | 7           | 0          | 1                 | 0                 | 0                 | 0                 | 27       | 0      | 7           | 0          |
| T. Boere             | 21       | 9       | 2           | 0          | 0                 | 0                 | 0                 | 0                 | 21       | 9      | 2           | 0          |
| D. Daube             | 17       | 0       | 1           | 1          | 0                 | 0                 | 0                 | 0                 | 17       | 0      | 1           | 1          |
| C. Dorda             | 33       | 2       | 3           | 0          | 1                 | 0                 | 0                 | 0                 | 34       | 2      | 3           | 0          |
| F. Evina             | 30       | 5       | 6           | 0          | 1                 | 0                 | 0                 | 0                 | 31       | 5      | 6           | 0          |
| E. Girdvainis        | 12       | 1       | 4           | 0          | 0                 | 0                 | 0                 | 0                 | 12       | 1      | 4           | 0          |
| A. Grimaldi          | 9        | 1       | 1           | 0          | 0                 | 0                 | 0                 | 0                 | 9        | 1      | 1           | 0          |
| K. Großkreutz        | 12       | 0       | 5           | 1          | 1                 | 0                 | 1                 | 0                 | 13       | 0      | 6           | 1          |
| H. Guenouche         | 9        | 0       | 1           | 0          | 1                 | 0                 | 0                 | 0                 | 10       | 0      | 1           | 0          |
| S. Gündüz            | 10       | 0       | 0           | 0          | 1                 | 0                 | 0                 | 0                 | 11       | 0      | 0           | 0          |
| A. Ibrahimaj         | 19       | 2       | 2           | 0          | 0                 | 0                 | 0                 | 0                 | 19       | 2      | 2           | 0          |
| C. Kinsombi          | 28       | 1       | 2           | 0          | 1                 | 0                 | 0                 | 0                 | 29       | 1      | 2           | 0          |
| J. Kirchhoff         | 21       | 2       | 7           | 0          | 0                 | 0                 | 0                 | 0                 | 21       | 2      | 7           | 0          |
| R. Kobiljar          | 5        | 1       | 2           | 0          | 0                 | 0                 | 0                 | 0                 | 5        | 1      | 2           | 0          |
| M. Konrad            | 27       | 1       | 9           | 0          | 0                 | 0                 | 0                 | 0                 | 27       | 1      | 9           | 0          |
| L. Königshofer       | 28       | 0       | 2           | 0          | 1                 | 0                 | 0                 | 0                 | 29       | 0      | 2           | 0          |
| A. Lukimya-Mulongoti | 35       | 3       | 7           | 1          | 1                 | 0                 | 0                 | 0                 | 36       | 3      | 7           | 1          |
| D. Maroh             | 16       | 1       | 4           | 0          | 0                 | 0                 | 0                 | 0                 | 16       | 1      | 4           | 0          |
| A. Matuszczyk        | 25       | 1       | 5           | 1          | 0                 | 0                 | 0                 | 0                 | 25       | 1      | 5           | 1          |
| A. Maxsø             | 5        | 0       | 1           | 0          | 1                 | 0                 | 0                 | 0                 | 6        | 0      | 1           | 0          |
| J. Mbom              | 28       | 1       | 9           | 2          | 1                 | 0                 | 1                 | 0                 | 29       | 1      | 10          | 2          |
| O. Osawe             | 21       | 3       | 2           | 0          | 1                 | 0                 | 0                 | 0                 | 22       | 3      | 2           | 0          |
| J. Paris             | 0        | 0       | 0           | 0          | 0                 | 0                 | 0                 | 0                 | 0        | 0      | 0           | 0          |
| P. Pflücke           | 25       | 1       | 1           | 0          | 0                 | 0                 | 0                 | 0                 | 25       | 1      | 1           | 0          |
| R. Rodríguez         | 30       | 2       | 8           | 0          | 1                 | 0                 | 0                 | 0                 | 31       | 2      | 8           | 0          |
| T. Rühle             | 7        | 0       | 1           | 0          | 0                 | 0                 | 0                 | 0                 | 7        | 0      | 1           | 0          |
| O. Steurer           | 5        | 0       | 0           | 0          | 0                 | 0                 | 0                 | 0                 | 5        | 0      | 0           | 0          |
| O. Traoré            | 0        | 0       | 0           | 0          | 0                 | 0                 | 0                 | 0                 | 0        | 0      | 0           | 0          |
| R. Udegbe            | 0        | 0       | 0           | 0          | 0                 | 0                 | 0                 | 0                 | 0        | 0      | 0           | 0          |
| R. Vollath           | 10       | 0       | 1           | 0          | 0                 | 0                 | 0                 | 0                 | 10       | 0      | 1           | 0          |
| N. Zaß               | 0        | 0       | 0           | 0          | 0                 | 0                 | 0                 | 0                 | 0        | 0      | 0           | 0          |